# Powództwo
Powództwo – żądanie udzielenia ochrony prawnej w drodze procesu cywilnego skierowane do sądu. Treść powództwa zawarta jest w piśmie procesowym (pozew) wnoszonym przez osobę bezpośrednio zainteresowaną (powoda) przeciwko osobie, której ma dotyczyć orzeczenie sądu (pozwanemu). Według polskiego prawa cywilnego powództwo może wytoczyć także prokurator (z wyjątkiem pewnych spraw niemajątkowych z zakresu prawa rodzinnego), niektóre inne podmioty na jego prawach (np. Rzecznik Praw Obywatelskich) oraz w niektórych wypadkach organizacja pozarządowa. 

## Rodzaje powództw
- o świadczenie – powód domaga się nakazania pozwanemu przez sąd spełnienia określonego obowiązku – podjęcia określonego zachowania. Zachowanie to może polegać na: daniu, czynieniu, nieczynieniu, zaprzestaniu albo znoszeniu. Przykładami powództw o świadczenie są żądania: zapłaty sumy pieniężnej, wydania oznaczonej rzeczy, nieprzeszkadzania powodowi w realizowaniu jego prawa;
- o ustalenie – przedmiotem powództwa jest żądanie orzeczenia przez sąd o istnieniu lub nieistnieniu określonego uprawnienia, obowiązku albo też całego stosunku prawnego.
- o ukształtowanie – żądanie pozwu opiewa na zmianę treści stosunku prawnego albo jego rozwiązanie przez sąd. Przykładem może być tu np. żądanie zmiany wysokości lub sposobu spełnienia świadczenia pieniężnego, którego źródłem jest umowa, ze względu na zmianę siły nabywczej pieniądza (mała klauzula rebus sic stantibus).